# MTA Bridges and Tunnels

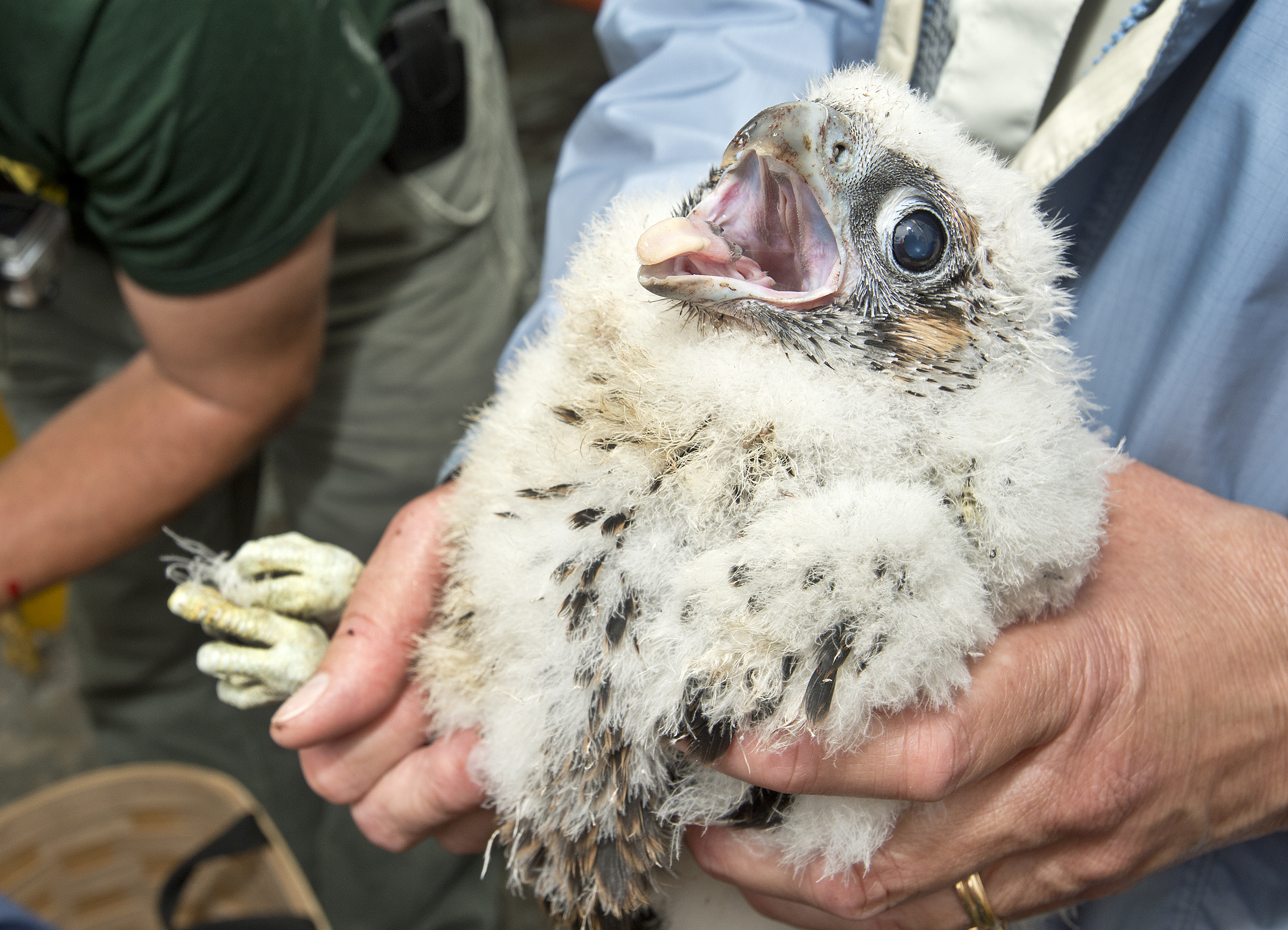

La MTA Bridges and Tunnels (MTA B&T), connue aussi sous l'appellation juridique de Triborough Bridge and Tunnel Authority, est une filiale de la Metropolitan Transportation Authority (régie des transports de New York) qui exploite sept ponts à péages ainsi que deux tunnels qui assurent les liaisons routières entre les différents arrondissements new-yorkais et entre la ville de New York et les États voisins. En termes de circulation, le MTA B&T est la première agence de gestion des ponts et tunnels des États-Unis avec près de 800 000 usagers par jour et un revenu annuel supérieur à 900 millions de dollars. Elle a été créée en 1933 par Robert Moses.

## Ponts et tunnels
Les sept ponts exploités par la MTA sont :
- Pont Verrazano-Narrows
- Pont Robert F. Kennedy
- Pont de Throgs Neck
- Pont de Bronx–Whitestone
- Henry Hudson Bridge
- Marine Parkway Bridge
- Cross Bay Veterans Memorial Bridge (en)

Les deux tunnels gérés par la MTA sont :
- Queens–Midtown Tunnel
- Brooklyn Battery Tunnel

La majorité des autres ponts et tunnels situés dans New York sont gérés par la ville de New York, par le biais du New York City Department of Transportation (DOT).